# Élettan

Szívbillentyű működés közben (truncus pulmonalis billentyűje)

Az élettan (fiziológia) az élő szervezet működéseivel foglalkozó tudomány. Célja magyarázni az organizmus működésének fizikai és kémiai alapjait illetve a fejlődését, szerveződését és alkalmazkodását a változásokhoz.
Egyik legfontosabb alapfogalma a belső környezet (milieu intérieur), amely arra utal, hogy a szervezetünk egy sajátos közegben létezik, amely evolúciósan konzerválódott és eredete az őstengerig nyúlik vissza amiben kialakultak a többsejtű élőlények. A másik legfontosabb a homeosztázis, amely az élő szervezetnek a változó külső és belső körülményekhez való alkalmazkodó képessége, amellyel önmaguk viszonylagos biológiai állandóságát biztosítják.

## Történelem

### Előzmények

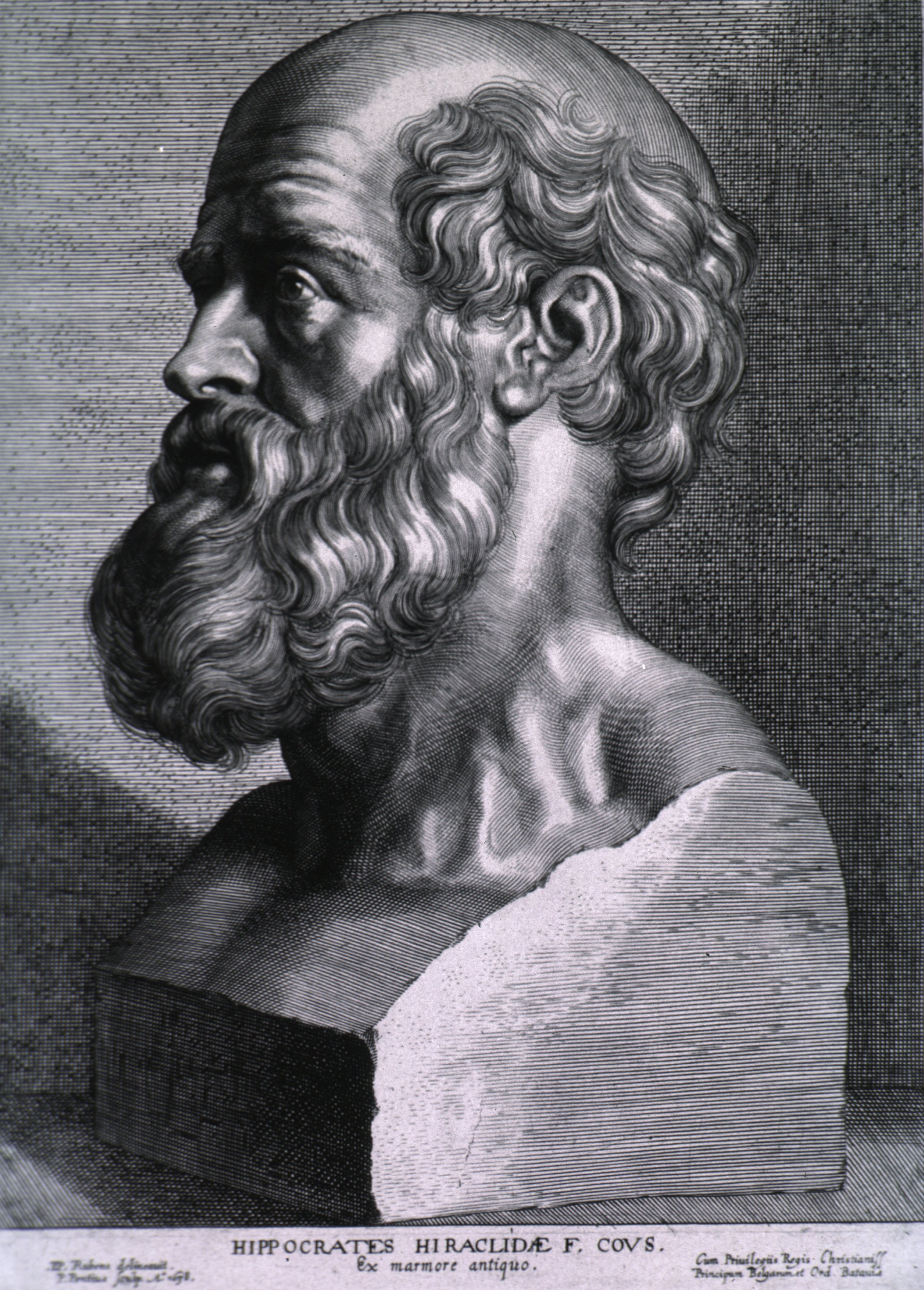
Hippokratész (Kr.e. 460-377)

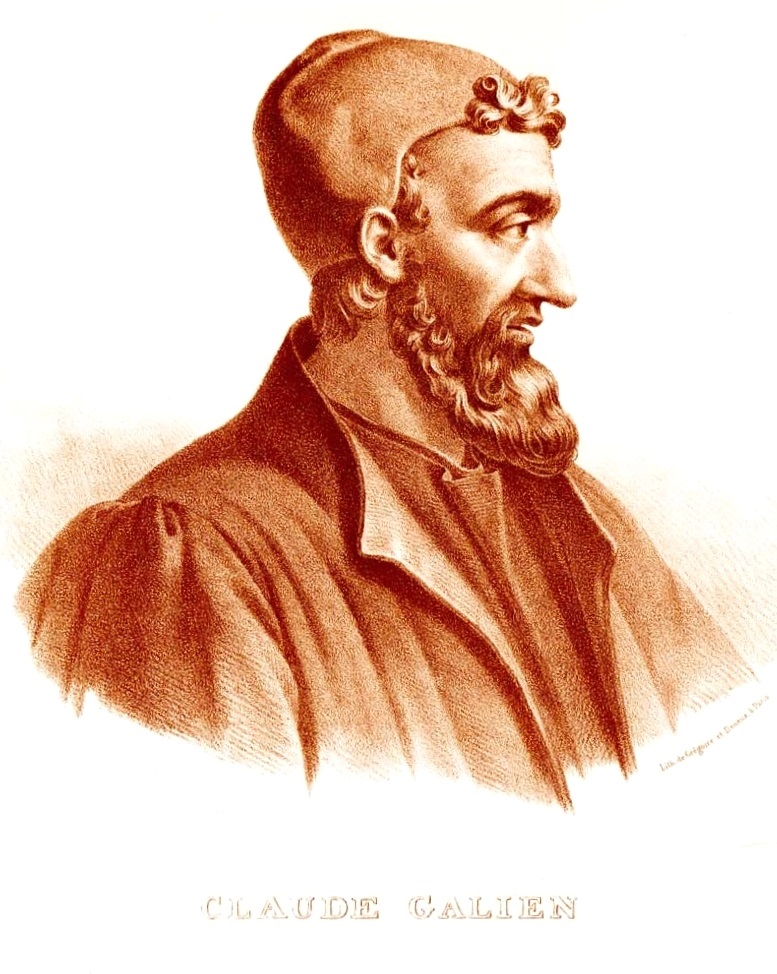
Claudius Galenus (Galénosz)(Kr.u. 126–199)

Az élettan önálló tudományként nem létezett egészen a 17. századig.
Az európai kultúrkörben a görögök voltak az elsők, akiknél az a szemlélet, mely szerint a betegségek okozói - talán büntetésként - istenek vagy ártó démonok, felváltotta a betegséget kiváltó ok keresése, az emberi szervezetben zajló folyamatok vizsgálata. Az első orvosi iskolát Hippokratész (Kr. e. 460–377) – és tanítványai – hoztá(k) létre, akit az orvostudomány atyjaként tisztelünk.
Másik legjelentősebb alakja az élettant megalapozóknak ismét egy ókori görög orvos, Galénosz (Kr. u. 129–201), aki az ember felépítésének tanulmányozása során megpróbált következtetni annak a funkciójára is. 
Galénosz elképzelései szerint az artériás vér a szívben keletkezik és onnan áramlik az artériás rendszerben a perifériás szövetek felé, ahol elnyelődik. A vénás vér keletkezésének helyeként a májat tartotta számon és szerinte onnan áramlott a vénákban a szervezet különböző pontjaira. Ez mai szemmel nézve megmosolyogtató, mert az anyagmegmaradás törvényét mi az anyatejjel szívjuk magunkba, azonban az általa leírt működésre és funkcióra vonatkozó adatok és hipotézisek nagy áttörést jelentettek és az évszázadok során megkérdőjelezhetetlen tényekké erősödtek és egészen az újkorig tartották magukat.

### Az élettan születése

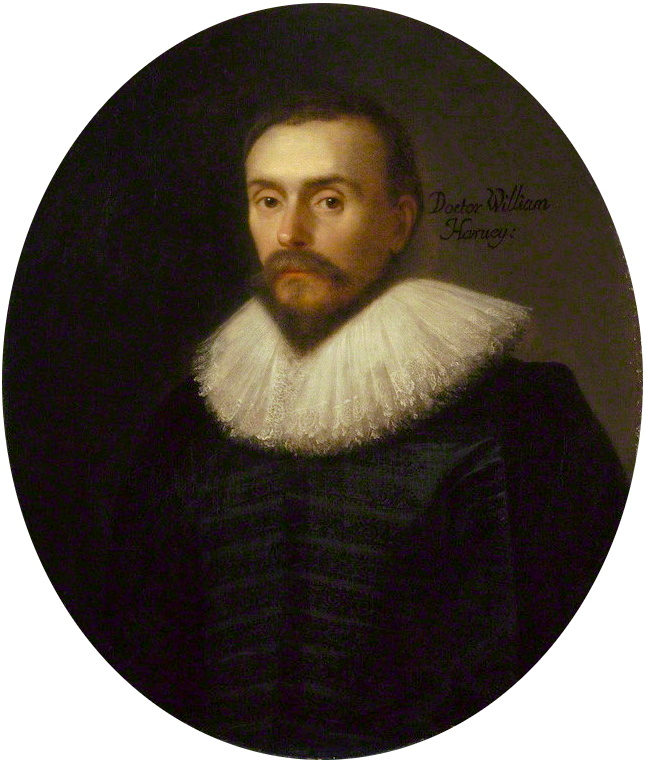
William Harvey (1578 – 1657)

Egy angol orvos, William Harvey 1628-as felfedezése nyomán látott napvilágot ez az új tudományterület, aki korának orvostudományát felforgatva kísérletesen kimutatta, hogy a vénás vér a periféria felől áramlik a szív felé. Feltételezte továbbá, hogy a vér egy zárt rendszerben kering, az artériás vér és a vénás vér edényrendszere folyamatos egymással. Ennek felfedezése ténylegesen csak 1661-ben történt, mikor Marcello Malpighi (1628–1694) felfedezte a nemrégen feltalált mikroszkóppal a hajszálereket (kapillárisok).
Harvey által elvégzett kísérlet a következő volt: kötéllel elszorította egy ember felkarját annyira, hogy a vénás keringést gátolja. A vénák a kötés alatt kidülledtek. Ezután az ujjával leszorította az egyik könyökhajlat tájéki kirajzolódó eret és elkezdte végighúzni az ujját a csukló irányába. Az észrevétele az volt, hogy ha a vénából a szívtől távolodva kipréseljük a vért, akkor az nem telik meg újra vérrel, mert a vénás billentyűk megakadályozzák az ilyen irányú folyást. 
Latin nyelvű könyvének megjelenése („Exercitatio anatomica de motu cordis et sanguinis in animalibus”, Frankfurt, 1628) az élő természet, benne az ember megismerésében alapvető jelentőségű, megfogalmazásai a megjelenést követő több, mint 370 év alatt sem szorultak változtatásra.

### A modern élettan

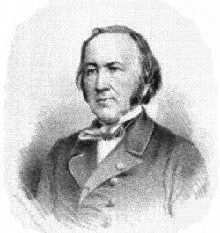
Claude Bernard (1813 – 1878)

A modern élettan születése a 19. század közepére tehető, mikor egy francia fiziológus Claude Bernard (1813–1878) leírta, hogy „... az élő szervezet voltaképpen nem a külső környezetében (milieu exterieur) létezik (a légkörben, ha lélegzik vagy a tengerben ha ebben a környezetben él), hanem egy folyékony belső környezetben (milieu intérieur), amelyet a keringő folyadék alkot, amely körülveszi valamennyi szöveti elemét. (…) A belső környezet stabilitása az elsődleges feltétele a létezés szabadságának és függetlenségének”
Ezt egészítette ki 1926-ban egy amerikai fiziológus Walter Bradford Cannon (1871–1945), aki bevezette a homeosztázis fogalmát, amely a szervezet azon képessége hogy megőrizze belső állapotának szükséges állandóságát.

### Napjainkban
Ahogy az emberi bonctan (anatómia) nem fog változni belátható időn belül, mert nem nagyon fognak új, az ember felépítésére jellemző izmot vagy végtagot találni, így az élettan is a szemmel látható tartomány alatt folytatja a felfedező hadjáratát, mert az aorta szélkazán funkciójának vagy a lélegzésnek a vizsgálata már nem valószínű, hogy Nobel díjas felfedezéshez vezetnének. Ennek megfelelően manapság a sejt és molekuláris élettan képviselik a kutatások fő frontvonalát.

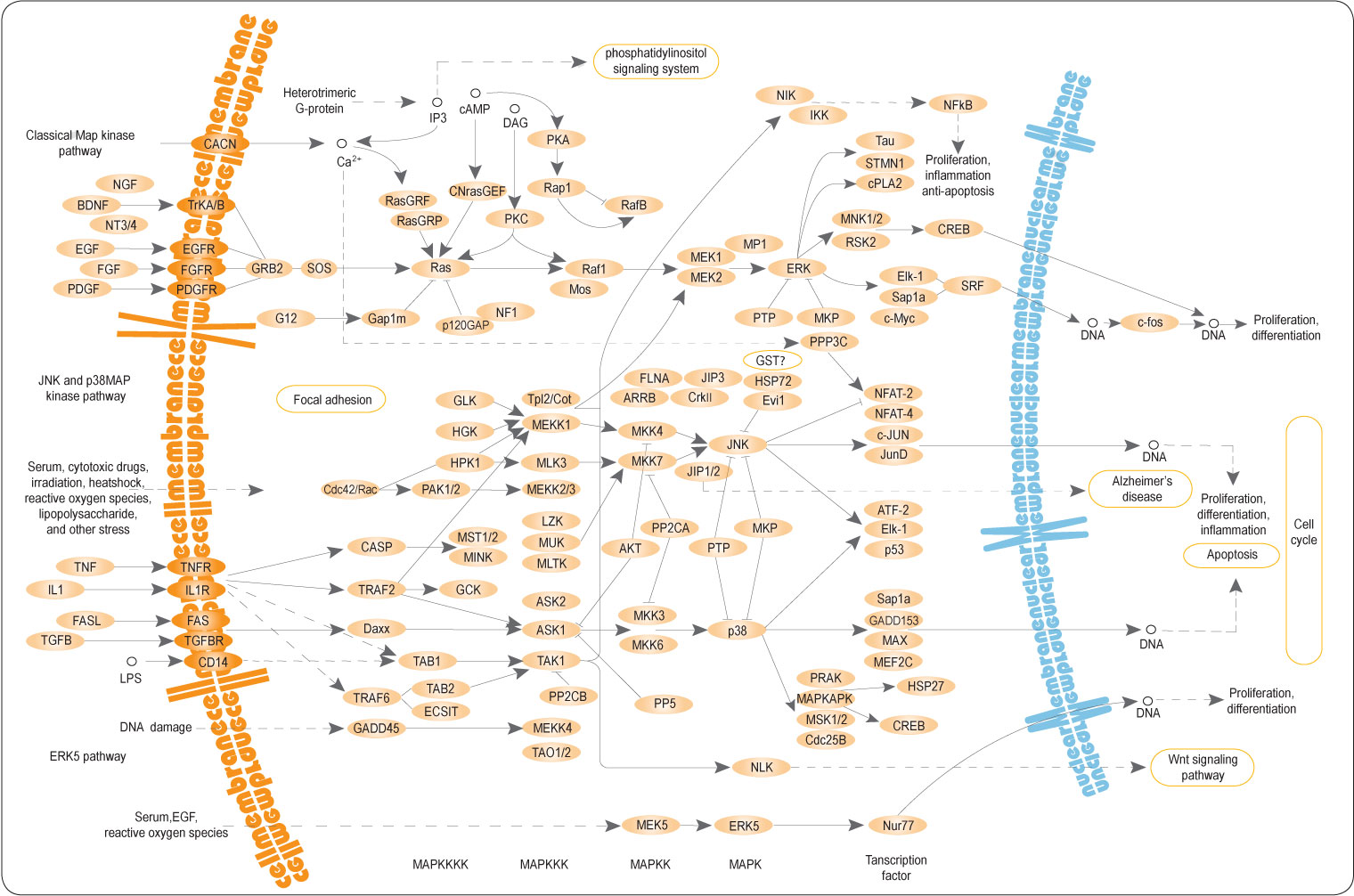
Molekuláris élettan

## Az élettan mint tudomány

### Helye a természettudományokban
Alapvetően fontos megjegyezni, hogy a természet egységes, tudományterületek szerinti felosztása az mindig mesterséges és erőltetett. Nem is lehet egyértelmű vonalat húzni, hogy meddig tart az egyik tudomány, és hol kezdődik a másik, ennek megfelelően minden tudósnak van egy saját elképzelése arról, hogy mit takar a saját szakterülete. Azzal a túlegyszerűsített megállapítással azonban mindenki egyetért, hogy az élettan az élő szervezetek működését vizsgálja, szemben a felépítést vizsgáló úgynevezett leíró tudományokkal, mint az anatómia vagy a patológia.

### Vizsgáló módszerei
Az élettan alapvetően kísérletezésre épülő empirikus tudomány. A fiziológus kísérletek során tudatosan vagy véletlenül változtat meg körülményeket és a kapott eredményekből próbál meg következtetni az élő szervezet működéseire.

### Az élettan felosztása
Minden élőlénynek beleértve a legegyszerűbb vírusokat, a legnagyobb fákat és a legbonyolultabb embert is, megvan a sajátos működése. Ennek megfelelően az élettan felosztható úgy, hogy vírus élettan, baktérium élettan, növényélettan, állat élettan, humán élettan stb..
Nagy biológiai és fiziológiai hordereje volt annak a felismerésnek, hogy a különböző élőlényekben egyes alapvető élettani jelenségek azonos módon mennek végbe. Ez vezetett az összehasonlító élettan kifejlődéséhez, amely a különböző fajok élettani működéseivel, azok hasonlóságaival és különbségeivel foglalkozik. Ez a későbbiekben sok fontos kutatáshoz volt nagyon hasznos segítség pl. a gyógyszerek fejlesztése, sebészi eljárások feltalálása.
Fontos területei ezeken kívül a korábban említett sejtélettan és a molekuláris élettan.
Mindezen túl Magyarországon, a világon majdhogy egyedülállóan létezik külön kórélettan, más országokban az élettan (és kis részben a patológia) részét képezi.

Szívbillentyű ultrahangos felvétele EKG-val
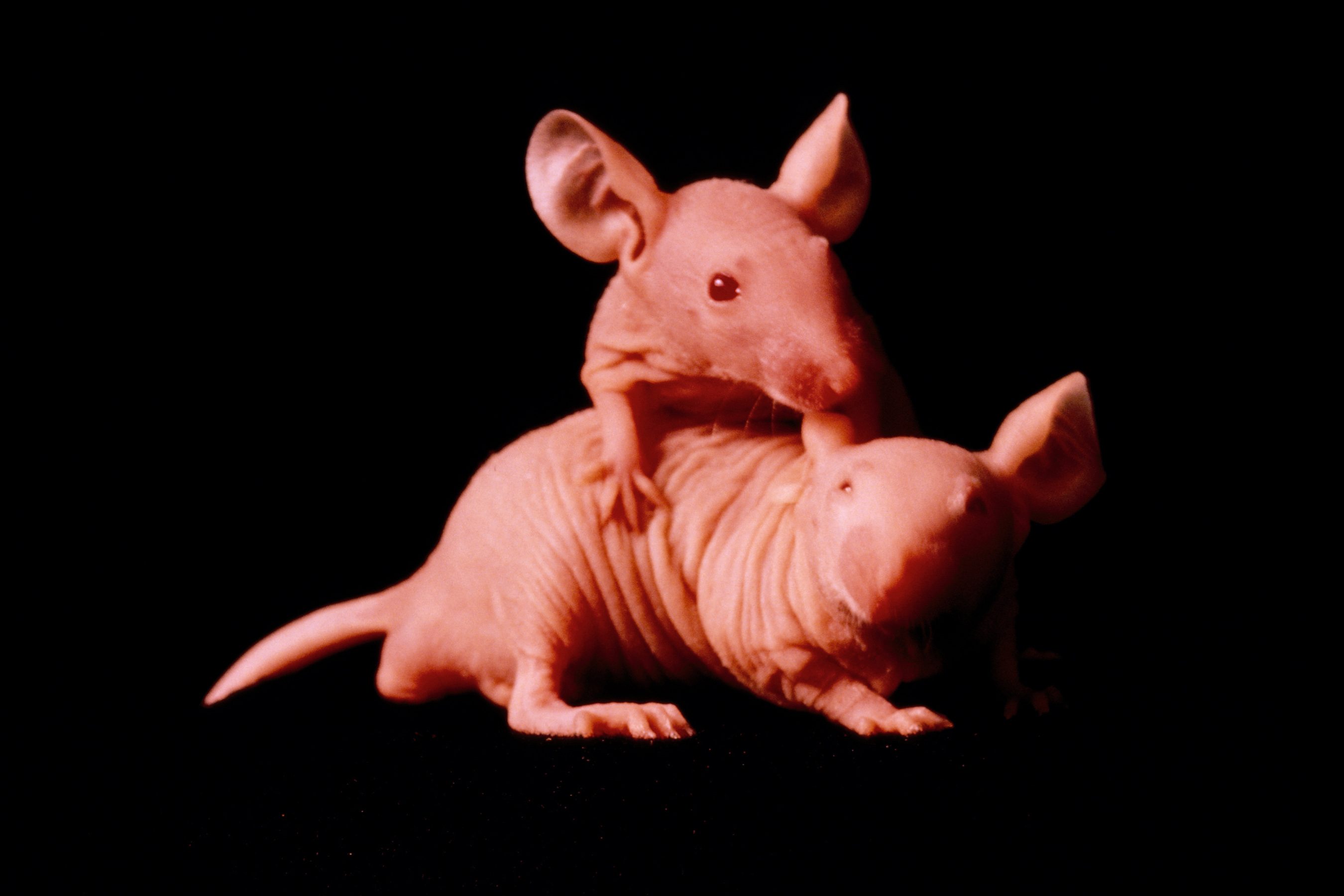
Génmódosított szőrtelen egerek
Összehasonlító élettan